# 火災警報
火災警報（かさいけいほう）や火災注意報（かさいちゅういほう）は気象条件が火災の予防上、危険である場合、市町村長が発令する日本の警報である。根拠法は消防法第22条。ここでは「火災気象通報（かさいきしょうつうほう）」についても説明する。

## 概要
総務省消防庁によれば火災警報の目的として、「湿度が低く風速が大である気象条件の下では、火災が発生しやすく、また、いったん発生した火災は延焼拡大することが多く、人命に与える危険性も一段と高い。このような悪条件下においては、普段よりなお一層一般の注意心を喚起して、火災の発生を未然に防止する必要があるとともに、万一出火した場合にも、その被害を最小限度に止めるため、消防機関をして特別の警戒体制をとらせる必要がある。」としている。すなわち、火災が起きやすい気象条件下で、消防官署が火災への警戒を厳にし、火災の予防・火災による被害の拡大防止を目的とした警報である。警報であるが発令者は市町村長であり、気象台ではない。火災警報発令時に市町村の火災予防条例に違反した場合、消防法44条で処罰される。
火災注意報は、火災警報と異なって消防法に基づく発令ではなく、個々の市町村の判断により告示等に基づいて発令されるもので、その運用実態は火災警報の代用であるなどまちまちであって、火災警報に至る前段階の情報として明確に位置付けられているわけではない。

## 法律上の根拠
消防法22条1項（以後断りがなければ「第何項」は「消防法22条」の規定とする）で定義されているものが「火災気象通報」であり、第3項で定義されているものが「火災警報」である。

## 火災気象通報
火災気象通報は、市町村長の行う火災警報の発令の支援の目的で気象台等で発表され（第1項）、 通報基準は担当気象台と都道府県の協議により定められている。そのため、火災気象通報の通報基準は都道府県によって異なる。

例として、熊本県の火災通報基準を提示する。
気象予警報等の定義及び基準
(7)火災気象通報
火災気象通報とは、消防法に基づいて熊本地方気象台長が、気象の状況が火災の予防上危険であると認めるときにその状況を直ちに知事に通報するものである 知事はこの通報を受けたときは 、直ちに、これを市町村長に通報しなければならない。火災気象通報を行う場合の基準は、次のとおりである。 
実効湿度が65パーセント以下で最小湿度が40パーセント以下、かつ熊本の最大風速が7メートル をこえる見込みのとき。

## 火災気象通報の通知から火災警報発令まで
火災気象通報はまず、気象台から都道府県知事へと通報される（第2項）。市町村長は都道府県知事より火災気象通報を受け取った場合、または気象の状況が火災の予防上危険であると市町村長が認める場合、火災警報を発令できる（第3項）。後者の実際の発表基準は条例や消防本部の火災警報発令基準に定められていることが多い。そのため、発令基準も市町村・消防本部により異なる。
火災警報を発表した場合、市町村長は住民にその旨を伝達しなければならない（災害対策基本法第56条）。また、その市町村の区域内に在る者は、市町村条例で定める火の使用の制限に従わなければならない（第4項）。この条例は「火災予防条例（案）」（昭和36年11月22日 自消甲予発第73号 消防庁長官通知）に準じて各市町村で条例化されている。

具体例として、福島県いわき市のいわき市火災予防条例の第29条を提示する。
いわき市火災予防条例第29条（抄）
1. 山林、原野等において火入れをしないこと
2. 煙火（花火）を行わないこと
3. 屋外で火遊びやたき火をしないこと
4. 屋外において、燃えやすいものの付近で喫煙をしないこと
5. 山林、原野等において、屋外で喫煙しないこと
6. 残火（たばこの吸い殻を含む。）、取灰又は火粉を始末すること
7. 屋内において裸火を使用するときは、窓、出入口等を閉じて行うこと

## 火災警報の発令基準
例として、埼玉県三郷市の三郷市消防本部の火災警報発令基準を提示する。
火災警報発令基準規程（抄）
第2条　気象の状況が次の基準に該当し、火災発生及び延焼拡大の危険が極めて大であると認める場合は、火災警報を発令し、平常の気象に復したときは解除する。
(1)　実効湿度が55パーセント以下で最少湿度が25パーセント以下になったとき。
(2)　実効湿度が60パーセント以下で最少湿度が30パーセント以下となり、最大風速毎秒10メートルを超える見込みのとき。
(3)　風速毎秒12メートル以上の風が1時間以上連続して吹く見込みのとき。
火災警報発令基準は「消防信号の取り扱いについて」（昭和24年国消管発第136号）に従い、地域の実情を踏まえて制定されている。
「消防信号の取り扱いについて」（昭和24年国消管発第136号）（抄）
実効湿度が６０％以下、最低湿度が４０％を下り、最大風速が７ｍを超える見込みのとき。 
平均風速１０ｍ以上の風が１時間以上連続して吹く見込みのとき。
それぞれの地域の気象、消防力その他の特殊な実情に基づき、上記基準と異なる基準を設けて差し支えない。

## 火災注意報
火災気象通報と火災警報のほかに火災危険に関して注意を促す情報としては、主に気象台が発表する乾燥注意報と強風注意報、市町村が発令する火災注意報がある。
火災気象通報は気象台から行政機関に対してのみ通報されるのに対し、乾燥注意報や強風注意報はマスコミ等を通じて一般に向けても発表される。また、降雨･降雪等の場合を除いて、乾燥注意報や強風注意報が発表されるような状況においては、火災気象通報も発表されることが多い。しかしながら、火災注意報・警報は一般的に消防や防災行政無線による発表が多く、マスコミ発表が一般的ではない故、知名度は低い。
しかしながら、火災警報は火の使用制限を伴うなど、住民の生活に厳しい制約を課すものであり、いきなりの火災警報発令は社会的な影響も大きくなることから、その発令前の段階で住民に対し火災への注意を呼びかけるものとして、火災注意報を位置付けることが必要、とされている。

## 罰則規定
火災警報発令中に、火の使用の制限に違反した場合、市町村の火災予防条例の第29条、すなわち消防法第22条第4項違反となり消防法第44条の第十三号に該当する。消防法第44条の規定により20万円以下の罰金又は拘留に処される。